# اللبن الشرقیه
اللبن الشرقیة (به عربی: اللبن الشرقیة) یک منطقهٔ مسکونی در فلسطین است.

## خصوصیات
اللبن الشرقیة ۲٬۵۰۰ نفر جمعیت دارد.